# AlphaWorks
IBM alphaWorks — портал развивающихся технологий. Это интернет-сообщество для людей заинтересованных в изучении прототипов технологий и сотрудничестве с исследовательским центром IBM.
IBM alphaWorks был запущен в 1996 году, в IBM's Advanced Technology group (называемой в то время «Internet Division»). Программа IBM alphaWorks предоставила доступ сообществам разработчиков к ранним релизам заражающихся технологий в таких областях, как Java, XML и веб-службы. С 1996 года, alphaWorks помогает IBM общаться с разработчиками-инноваторами, для сотрудничества в области перспективных новых стандартов, продуктов и open source технологий. IBM alphaWorks является ключевым ресурсом IBM developerWorks — ресурса для разработчиков.